# Mi'ilya
Mi·ilya is una vila d'Israel, del tipus consell local, situada en la regió de Galilea. Administrativament pertany al districte nord. En l'època de les croades aquest lloc s'anomenava Castellum Regis i la fortalesa que hi havia Chastel Nuf. El 2017 tenia 3.190 habitants, tots ells de religió catòlica (melquites). La vila està situada just al nord-oest de la ciutat de la important ciutat de Maalot-Tarxiha.

## Història
Les excavacions arqueològiques efectuades a Mi'ilya indiquen que estigué habitada des de finals de l'edat del bronze i començaments de l'edat del ferro. El lloc continuà habitat en el període hel·lenístic, romà, romà d'Orient, durant el Regne de Jerusalem, el període mameluc i l'otomà.

### Període de les croades
El 1160 Mi'ilya és esmentada en un document quan aquesta i altres viles de la rodalia foren transferides per la corona a un cavaller croat anomenat Iohanni de Caypha.  El 1179 la vescomtessa Petronella d'Acre vengué les cases, les vinyes i els horts de Mi'ilya al comte Joscelí III d'Edessa, oncle del rei Balduí IV de Jerusalem, i el 1183, Balduí IV transferí una casa que havia comprat a Mi'ilya que era d'un escrivà anomenat Joan de Bogalet, més altres propietats, al seu oncle Joscelí III. Joscelí amplià una fortalesa que hi havia, que fou anomenada Chastel Neuf. El 1187 Mi'ilya, inclòs el castell, caigué en poder de Saladí. El 1188 la vila fou donada per Conrad de Montferrat als pisans que havien vingut a defensar Acre, però no és clar si realment en prengueren possessió. El 31 de maig del 1220, la filla de Joscelí, Beatriu de Courtenay i el seu marit Otó von Botenlauben, vengueren Mi'ilya a l'Orde Teutònic per 7000 marcs de plata. Aquesta venda incloïa Castellum Regis amb les seves dependències i un terç del feu del monestir de Sant Jordi. El 1228, un net de Joscelí III, Jaume de Mandel vengué la seva part a l'Orde Teutònic. Entre el 1220 i el 1243, els cavallers teutons compraren diverses finques a propietaris de la rodalia del castell. En un altre document de l'any 1257 s'esmenta una casa i altres propietats a Mi‘ilya que pertangueren al bisbe d'Acre. Vers el 1268 o 1271 Mi'ilya fou conquerida per Bàybars I.

### Període otomà
El 1596, Mi'ilya apareix en un registre de taxes otomà: el nàhiya d'Acre del liwa de Safed. En aquell moment tenia 15 llars musulmanes més 2 cristianes; famílies que pagaven taxes sobre productes com: blat, ordi, olives, cabres i ruscs de mel.
El 1881, Mi'ilya era descrita com una vila ben construïda amb cases de pedra, on vivien 450 cristians, envoltada d'oliveres i terres de conreu.
En un registre de la població fet vers l'any 1887 consta que Ma'lia tenia uns 775 habitants, tots ells cristians.

### Període del mandat britànic
Segons el cens de Palestina del 1922, encomanat per les autoritats del Mandat Britànic de Palestina, Mi'ilya tenia 442 habitants, dels quals 429 eren cristians i 13 musulmans. D'aquests cristians, 3 eren ortodoxos, 2 catòlics romans i 424 catòlics melquites. La població havia augmentat en el cens del 1931 fins a 579; dels quals 553 eren cristians, 25 musulmans i 1 drus, en un total de 138 cases.
En les estadístiques del 1945, la població havia arribat als 900; dels quals 790 eren cristians i 110 musulmans, i l'extensió era de 29.084 dúnams. El territori estava repartit de la següent manera: 1.509 dúnams estaven destinats a conreus de regadiu, 2.883 a cereals, i 123 dúnams estaven classificats com a zona urbanitzada.

### L'estat d'Israel
A començaments del 1948 la vila patí escassetat d'aliments i assetjaments per part dels jueus que s'establiren en les àrees de la rodalia. Durant l'operació Hiram, a finals d'octubre, les forces de defesa israelianes ocuparen la vila. Després d'un breu intercanvi de foc, la majoria de la població emigrà a altres viles de camperols. L'endemà, el cap de l'exèrcit encarregat de la zona els permeté tornar a les seves llars. Aquest fou un dels pocs casos en què a la població local se li permeté tornar a les seus pobles. El gener del 1949 alguns vilatans de Mi'ilya foren obligats a marxar a Jenin, i es queixaren d'haver estat robats pels soldats israelians duran la deportació. El Ministeri Israelià per les Minories informà que més de 25 vilatans van ser expulsats durant el mes de març, acusats de passar informació a l'enemic. Mi'ilya fou reconeguda com a municipi el 1957. La població àrab de la vila ha romàs sota la llei marcial fins al 1966.

## Transports
Mi'ilya té accés a l'autopista 89 que enllaça Nahariyya amb Elifelet, passant per Safed.

## Edificis destacats
Chastel Neuf

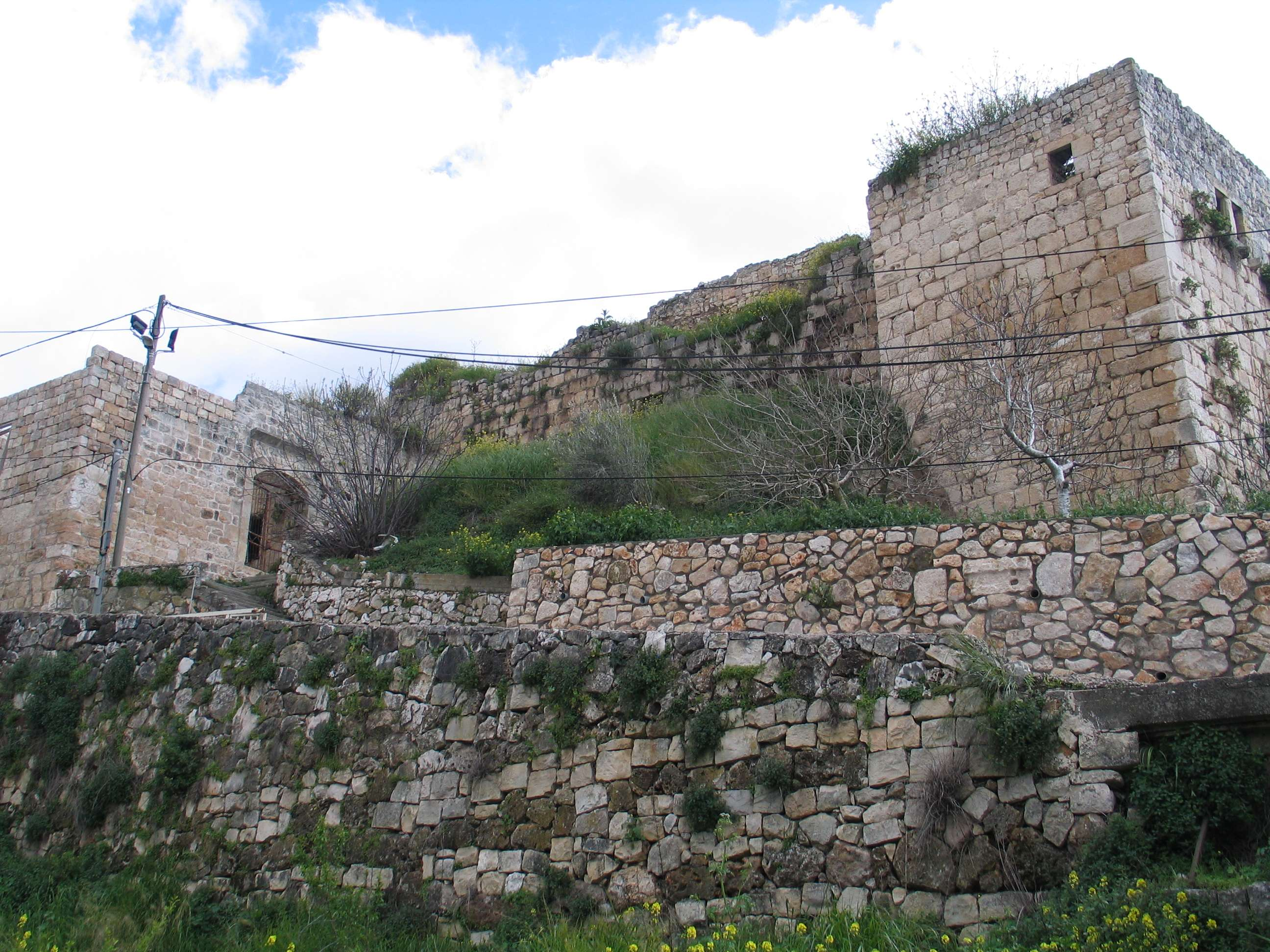
Imatge del castell reial el 2009

També dit Castell Reial, és esmentat per primera vegada en els documents dels croats del 1160. Sembla que vers el 1179 el castell fou reconstruït o remodelat, d'on li vindria el nom de Castell Nou. El 1182, Balduí IV posà com a administrador del castell el seu oncle Joscelí III d'Edessa. En aquesta època se l'anomenava "castell nou de les muntanyes d'Acre". El 1187, el castell fou capturat per Saladí però aviat tornà sota control cristià. El 1220, la propietat passà als cavallers teutons. Tanmateix, en aquesta època havia perdut protagonisme, mentre que el de Montfort guanyà importància.
El geògraf àrab, Al-Dimashqi, el descriví com un bell castell, situat en una vall agradable on creixien el mesc i llimoners.
Victor Guérin escriví al segle xix que «en la part més alta del turó destaquen les restes d'una antiga fortalesa, flanquejada per quatre torres quadrades; de la qual romanen considerables parts, es pot veure que fou construïda amb blocs de pedra regulars, alguns plans per la part vertical, altres amb relleu, aquests darrers emprats en els angles. Les ruines i l'interior de la fortalesa estan habitats per unes vint famílies, que hi han construït petites cambres enmig de les runes.»
Església de la Magdalena
Mariti passà vers el 1761, i escriví «una antiga església, en què els grecs catòlics feien en els seus temps la missa."»
Victor Guérin la visità el 1875 i anotà que «Els grecs acaben de reconstruir la seva església sobre els fonaments d'una altra molt més antiga, que estava decorada amb columnes monolítiques amb capitells d'imitació coríntia.»